# Cretinisme

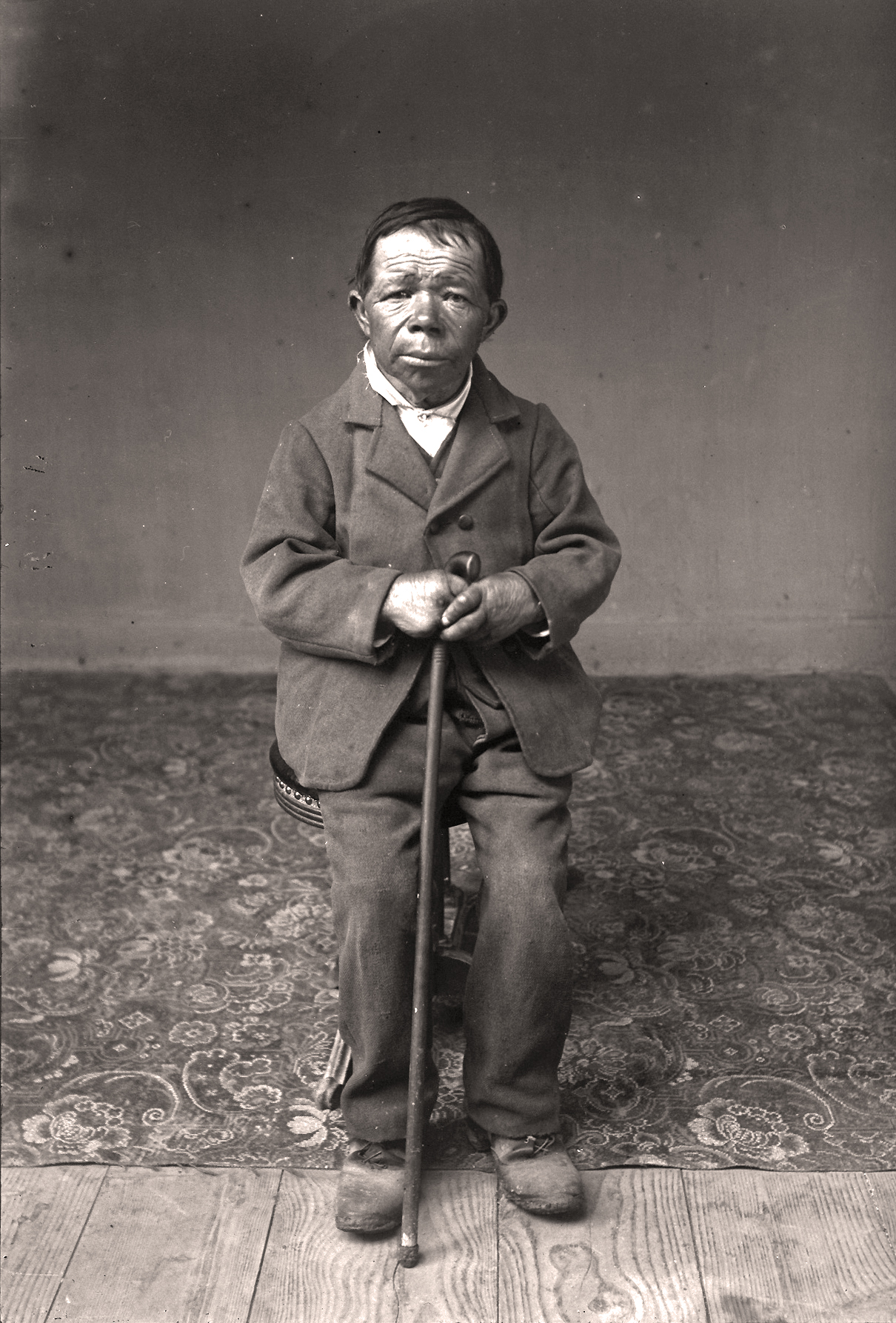
Retrat d'un home amb cretinisme

El cretinisme és una malaltia endèmica o heretada, provocada per la manca d'hormones tiroidals i que provoca un retard en el creixement i discapacitat intel·lectual. «Cretinisme» és també un terme popular per anomenar una branca de les malalties d'hipotiroïdisme.
El cretinisme sorgeix d'una deficiència de la glàndula tiroide, que és la que regula les hormones tiroidals. Aquestes tenen efectes permissius sobre el creixement dels teixits musculars i neurològics. Una persona afectada per cretinisme sofreix greus retards físics i mentals. En algunes ocasions el subjecte tindrà l'alçada física d'un nen, quan en realitat la persona sigui molt major. Altres símptomes poden incloure pronunciació bastant defectuosa, un abdomen protuberant i pell cerosa.
El cretinisme es pot presentar de diverses maneres. Si una persona neix sense la glàndula tiroide també en patirà. Així mateix, es pot desenvolupar per una deficiència de iode. Per aquesta raó, el cretinisme ha estat històricament més comú a les zones on el, iode és escàs.
Si és tractat amb promptitud amb hormones tiroidals i amb l'addició de iode a la dieta, es poden apreciar progressos significatius en l'alçada i el desenvolupament mental.
En tota classe de cretinisme el retard mental greu i el nanisme són irreversibles encara amb tractament per més oportú que aquest sigui, per això és tan important la ràpida detecció de l'hipotiroïdisme per mitjà del tamís neonatal per a evitar aquests danys i que la persona pugui portar una vida normal. Cal tractar el cretinisme en l'infant encara que en certs casos sigui inevitable la seva progressió.

## Símptomes
El cretinisme presenta deformacions morfològiques importants i problemes fisiològics: macroglòssia (la llengua massa gran per a la boca); engruiximent de la pell; poc pèl i fràgil; cap peculiar (el crani és gran en proporció a la cara, amb la mandíbula gran, la qual cosa li proporciona un aspecte de 8); apetit reduït; reducció de la tolerància al fred; batec cardíac lent, ràpid o irregular; restrenyiment; confusió mental incloent depressió, psicosi o falta de memòria; retenció de líquids, especialment al voltant dels ulls: expressió facial trista i parpelles caigudes; anèmia; insensibilitat i formigueig en peus i mans; veu ronca o profunda, i inflor de cames.

## Prevenció
No hi ha mesures de prevenció per evitar l'hipotiroïdisme; no obstant això, hi ha exàmens en nounats per evitar el cretinisme

## Diagnòstic
En els casos més freqüents (hipotiroïdisme primari), el diagnòstic s'aconsegueix mitjançant la determinació en sang de la tirotropina (TSH, de l'anglès thyroid stimulating hormone). Es confirma el diagnòstic quan aquesta hormona es troba elevada.
Els nivells d'hormones tiroidals, T3 i T4, no són útils en etapes inicials de la malaltia, ja que poden trobar-se normals. També, algunes malalties, medicaments o condicions no tiroidals poden alterar en forma falsa aquestes proves. Per tant, en la majoria dels casos, es recomana quantificar únicament la tirotropina i, si cal quantificar les hormones T3 i T4, s'ha de quantificar la forma lliure (T3 lliure i T4 lliure) de les mateixes per evitar les alteracions que es produeixen en els nivells totals de les hormones.

## Tractament
El propòsit del tractament és reposar la deficiència de l'hormona tiroidal. Per al tractament de l'hipotiroïdisme s'utilitza l'hormona tiroidal en pastilles. La persona ha de prendre-la de forma permanent, però és important verificar la dosi almenys dues vegades l'any, mitjançant la determinació en sang dels nivells hormonals tiroidals, incloent-hi la tirotropina. Hi ha casos molt rars d'hipotiroïdisme transitori.
En molts països, la levotiroxina sòdica (principal medicament per a tractar l'hipotiroïdisme) es presenta en tauletes de diversos dosatges (en total existeixen 12 diferents presentacions segons la dosi).
El dosatge varia de pacient a pacient, i pot anar des de dosis tan baixes com 25 micrograms al dia, fins a dosis tan elevades com 300 micrograms al dia, en casos resistents. No obstant això, en la majoria dels casos, les dosis de 50 micrograms a 150 micrograms al dia poden ser suficients.
És convenient utilitzar la dosi més exacta possible, per evitar partir pastilles. En partir-les, la dosi varia segons com es parteixi. Això porta a nivells hormonals fluctuants, que poden donar símptomes molests.

## Pronòstic
Amb tractament, a les dosis correctes per al pacient, els nivells d'hormona tiroidal es normalitzen. És fonamental el control mèdic periòdic.